# Peyronies sygdom
Peyronies sygdom, også kendt som Induratio penis plastica, er en bindevævssygdom, hvor der der dannes ømme, hårde knuder i penis' svulmelegemer, hvilket forårsager smerte og krumning af kønsorganet ved erektion. Populært kaldes Peyronies sygdom også "krummerik".
Sygdommen rammer 1-4% af alle mænd og svinder sommetider spontant efter ½-1 år. Sygdommen er opkaldt efter den franske kirurg François Gigot de la Peyronie (1678 – 1747) der opdagede sygdommen første gang i 1743.